# Римир (тауншип, Миннесота)
Римир (англ. Remer) — тауншип в округе Касс, Миннесота, США. На 2000 год его население составило 183 человека.

## География
По данным Бюро переписи населения США площадь тауншипа составляет 90,9 км², из которых 75,5 км² занимает суша, а 15,4 км² — вода (16,90 %).

## Демография
По данным переписи населения 2000 года здесь находились 183 человека, 73 домохозяйства и 51 семья.  Плотность населения —  2,4 чел./км².  На территории тауншипа расположено 96 построек со средней плотностью 1,3 построек на один квадратный километр. Расовый состав населения: 97,81 % белых, 1,64 % коренных американцев и 0,55 % приходится на две или более других рас.
Из 73 домохозяйств в 28,8 % воспитывались дети до 18 лет, в 61,6 % проживали супружеские пары, в 5,5 % проживали незамужние женщины и в 28,8 % домохозяйств проживали несемейные люди. 21,9 % домохозяйств состояли из одного человека, при том 11,0 % из — одиноких пожилых людей старше 65 лет. Средний размер домохозяйства — 2,51, а семьи — 2,94 человека.
24,6 % населения — младше 18 лет, 7,7 % — в возрасте от 18 до 24 лет, 24,6 % — от 25 до 44, 30,6 % — от 45 до 64, и 12,6 % — старше 65 лет. Средний возраст — 39 лет. На каждые 100 женщин приходилось 94,7 мужчин.  На каждые 100 женщин старше 18 приходилось 97,1 мужчин.
Средний годовой доход домохозяйства составлял 35 000 долларов, а средний годовой доход семьи —  40 750 долларов. Средний доход мужчин —  30 625  долларов, в то время как у женщин — 24 375. Доход на душу населения составил 17 006 долларов. За чертой бедности находились 8,9 % семей и 19,0 % всего населения тауншипа, из которых 7,7 % младше 18 и 25,9 % старше 65 лет.